# Benediktinerabtei Stift Neuburg

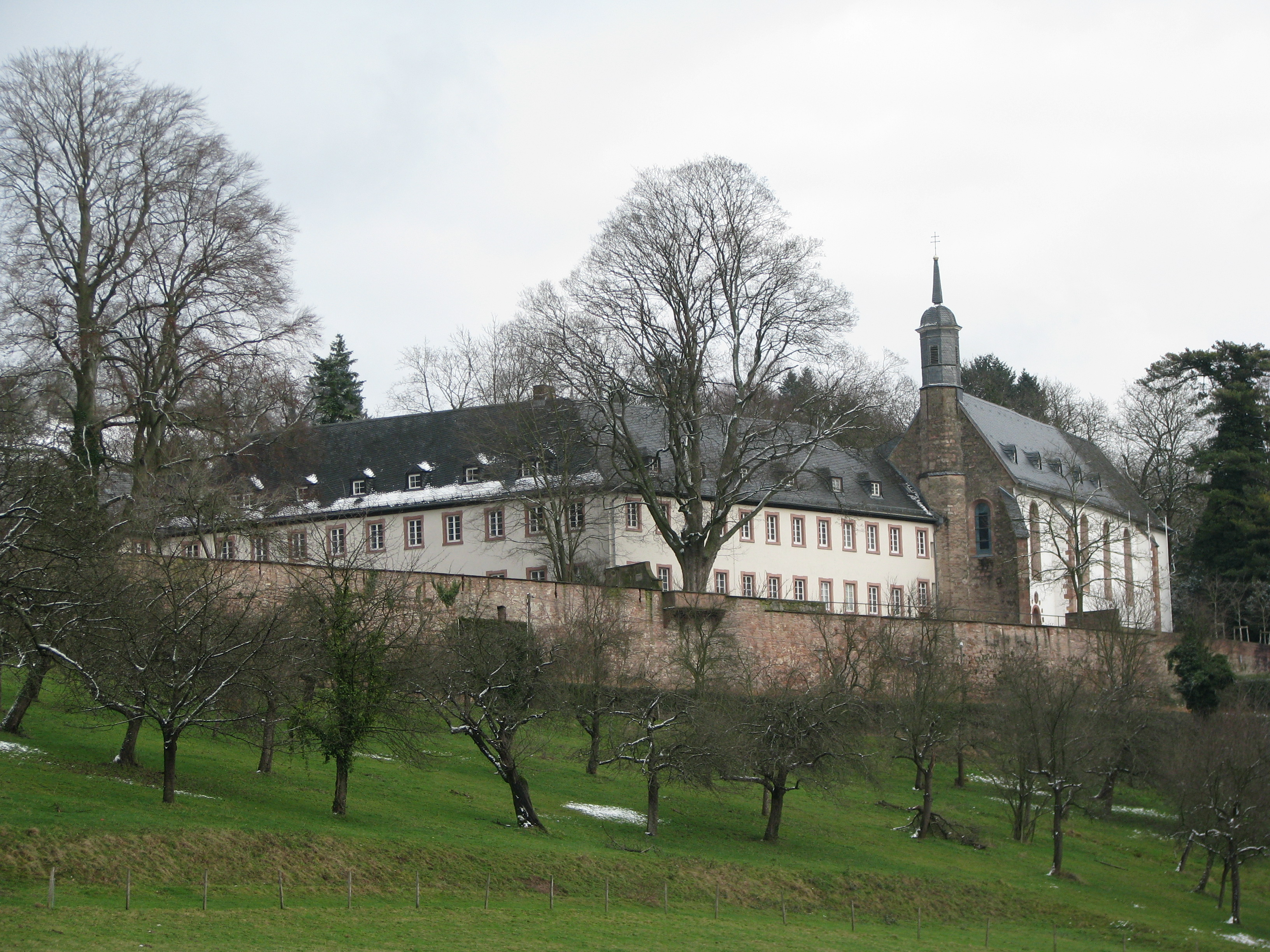
Abtei Neuburg (2013)

Die Benediktinerabtei Stift Neuburg (Abtei vom heiligen Bartholomäus) bei Heidelberg, auch als Abtei Neuburg, Stift Neuburg und Kloster Neuburg bekannt, ist ein Benediktinerkloster und gehört der Beuroner Kongregation an. Die Anlage entstand im 12. Jahrhundert als Benediktinerkloster, wurde aber bereits am Ende des Jahrhunderts in ein Benediktinerinnenkloster umgewandelt. Im 14. und 15. Jahrhundert zwischenzeitlich auch dem Zisterzienserorden angehörig, wurde das Frauenkloster 1562 aufgelöst. Nach verschiedenen geistlichen und weltlichen Nutzungen der Anlage durch die pfälzischen Kurfürsten bestand dort von 1709 bis 1772 ein Jesuiten- und anschließend ein Lazaristenkloster. Nach der Säkularisation gelangte das Areal 1804 in Privatbesitz. In den folgenden Jahrzehnten war die ehemalige Abtei immer wieder Treffpunkt bedeutender Persönlichkeiten des gesellschaftlichen und kulturellen Lebens im 19. Jahrhundert; zu Beginn des 20. Jahrhunderts erlangte Neuburg dann Bedeutung als Versammlungsort der Neuromantiker des George-Kreises. 1926 wurde das Areal wieder an den Benediktinerorden verkauft, der dort die noch heute bestehende Abtei einrichtete.

## Lage

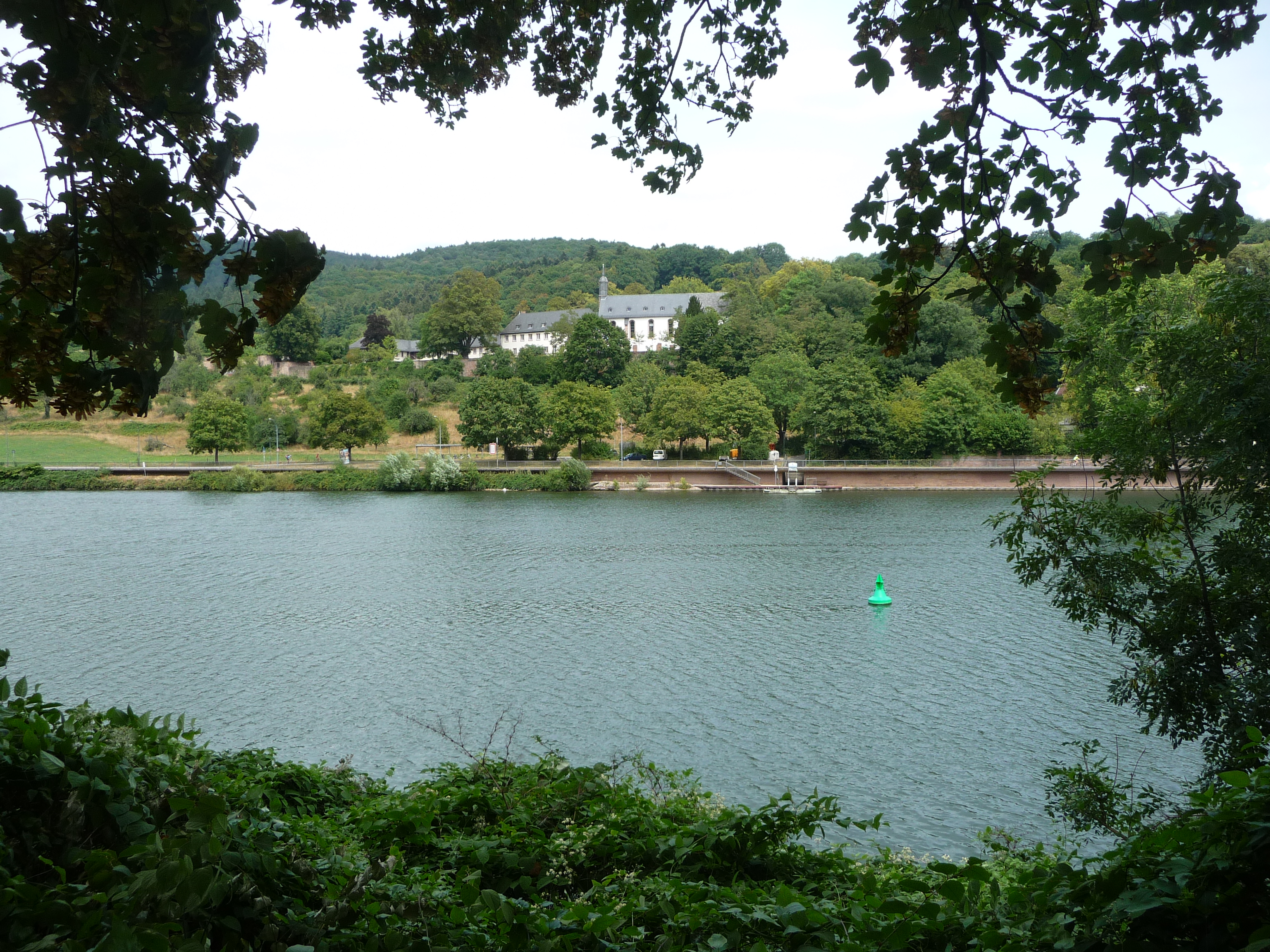
Lage der Abtei Neuburg am Neckarufer

Die Abtei Neuburg liegt im Westen des Heidelberger Stadtteils Ziegelhausen in Richtung des Stadtteils Neuenheim und oberhalb des nördlichen Neckarufers am Südhang des Berges Köpfel. In direkter Nähe zur Abtei mündet der Mausbach in den Neckar.

## Geschichte

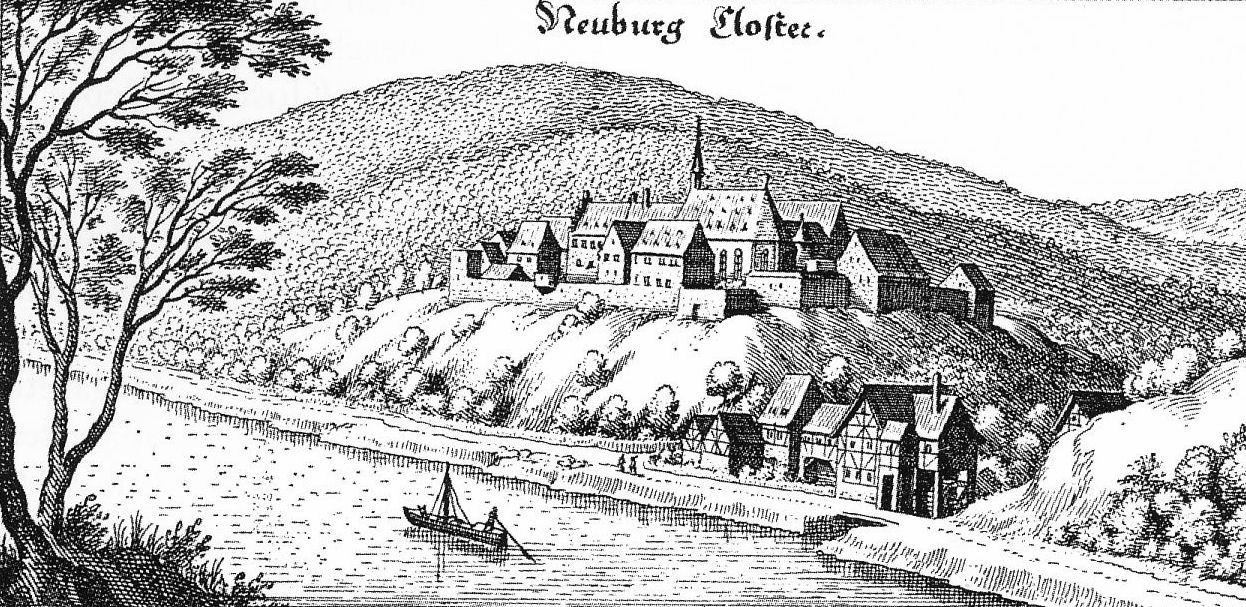
Stift Neuburg von Matthäus Merian 1645, von Schlierbach aus gesehen, mit der Stiftsmühle am Mausbach-Einschnitt

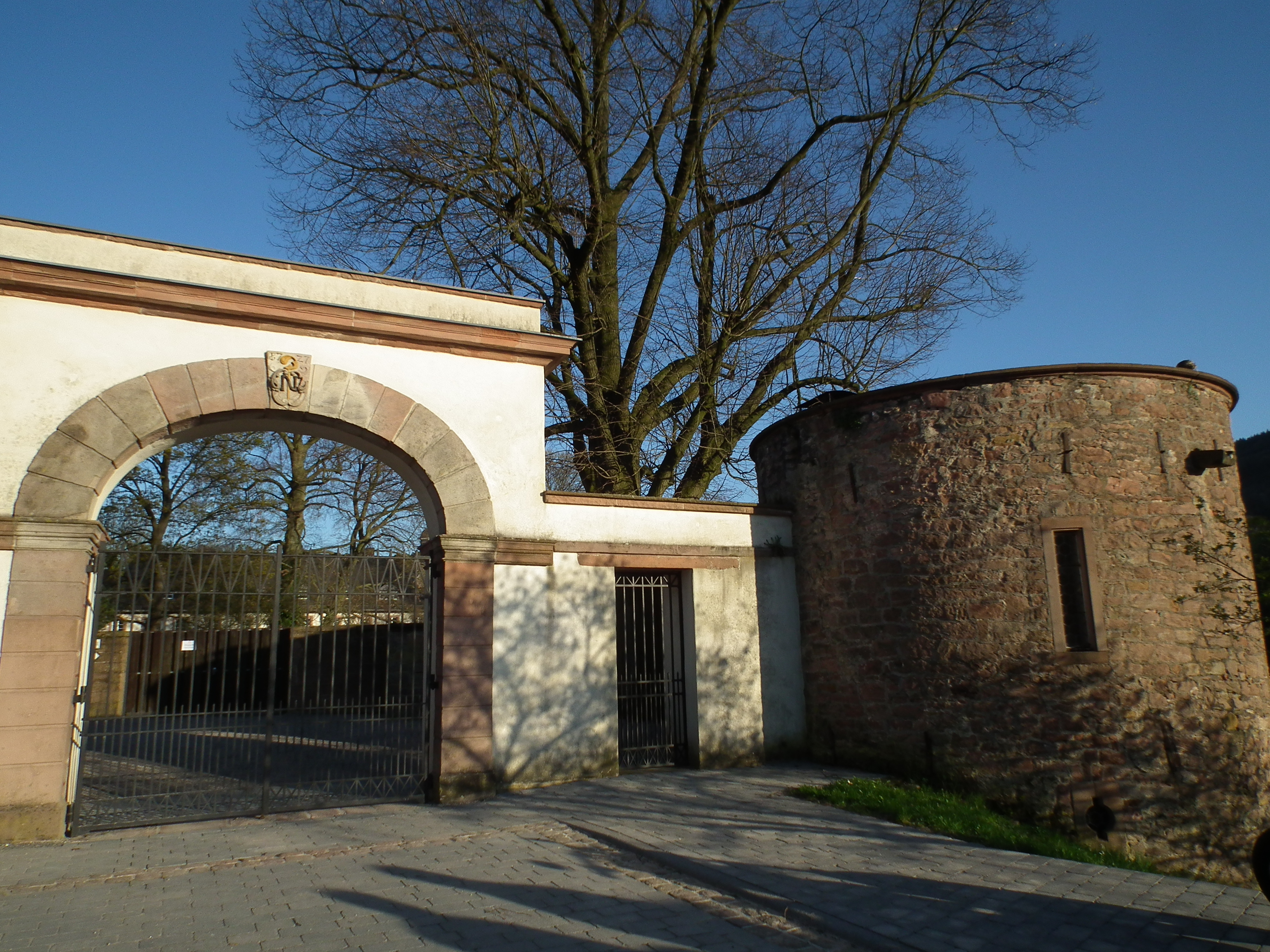
Rechts ein mittelalterlicher Befestigungsturm der Anlage, links das barocke Eingangstor des Stiftes, dessen Schlussstein als Erbauungsjahr 1727 angibt

### Kloster bis 1773
Die Abtei Neuburg geht auf eine Burganlage zurück, die im 11. oder 12. Jahrhundert über der Mündung des Mausbachs errichtet wurde. Um 1130 stiftete der Edelfreie Anselm im Bereich dieser Burg ein Kloster („cella“), das in den Anfangsjahren noch über keine feste Ordensregel verfügte. Erst als es 1165 in den Besitz des Klosters Lorsch gelangte, wurde die Abtei Teil des Benediktinerordens. 1195 wurde sie auf Initiative Konrad von Staufens, des ersten Pfalzgrafen bei Rhein, in ein Kloster der Benediktinerinnen umgewandelt. Mit der Auflösung des Lorscher Mutterklosters 1232 gingen dessen Rechte zunächst auf das Bistum Mainz und später auf das Bistum Worms über. Da man dort den Reformbestrebungen aus Cîteaux anhing, erfolgte unter Mitarbeit des nahegelegenen Klosters von Schönau die Umwandlung in eine Zisterzienserinnenabtei, welche erstmals für das Jahr 1303 urkundlich belegt ist.
Um 1460 kehrte das Kloster unter dem Einfluss des Kurfürsten Friedrich I. zur benediktinischen Observanz zurück. Im 16. Jahrhundert schlossen sich die Nonnen der Reformation an und verließen das Kloster. Nach dem Tod der Äbtissin Brigitta von Pfalz-Simmern wurde es 1562 offiziell aufgelöst. In der Folgezeit nutzten die Pfalzgrafen die Anlage in verschiedener Form. 1598 verschenkte Friedrich IV. es an seine Frau Luise Juliana von Oranien-Nassau als Lusthaus. 1672 wurde durch Karl I. Ludwig ein adliges Fräuleinstift im ehemaligen Kloster Neuburg begründet, das der Kurfürst für seine Töchter aus seiner Ehe mit Marie Luise von Degenfeld einrichtete, das aber nur kurze Zeit Bestand hatte. Nach dem Pfälzischen Erbfolgekrieg wurden die Bauten als Armenhaus sowie als Manufaktur genutzt.
1706 übertrug Kurfürst Johann Wilhelm das Klostergelände den Jesuiten, in deren Händen es bis zum Verbot des Ordens durch den Papst im Jahre 1773 verblieb. Anschließend befand sich dort eine Niederlassung der Lazaristen, die in der Kurpfalz als Rechtsnachfolger der Jesuiten bestimmt worden waren. Schließlich ging das Gelände im Anschluss an die Säkularisation 1804 in Privatbesitz über und die Klosterkirche wurde profaniert.

### Privatbesitz
Einer der ersten privaten Besitzer der ehemaligen Abtei war der Regierungskommissar Philipp Ludwig Hout, der darin eine Leinenfabrik einrichtete und als dessen Besucher 1810 für einige Zeit der Komponist Carl Maria von Weber dort lebte und arbeitete. Im Jahr 1825 erwarb der Kaiserliche Rat Johann Friedrich Heinrich Schlosser (1780–1851) mit seiner Ehefrau Sophie Charlotte du Fay, beide aus angesehenen Frankfurter Familien, das Anwesen als Sommersitz. Der Onkel des Käufers war Johann Georg Schlosser (1739–1799), der Ehemann von Johann Wolfgang von Goethes Schwester Cornelia (1750–1777). Der Käufer selbst war Schriftsteller und Privatgelehrter sowie ein Freund Goethes. Daher entstand in der ehemaligen Klosteranlage ein regelrechter Goethe-Kult. Hier sammelte man Briefe, Manuskripte, Erstausgaben und alles, was sonst noch mit Goethes Leben zusammenhing, und präsentierte die Exponate in einer Art Goethe-Museum im Gotischen Saal des ehemaligen Stiftes. Auch zahlreiche Künstler und Gelehrte sowie Verwandte Goethes (Ottilie, Walther und Wolfgang) waren bei dem Ehepaar Schlosser zu Gast. So war beispielsweise Marianne von Willemer, Muse Goethes, über Jahrzehnte hinweg jeden Sommer auf Neuburg. Durch diese und andere Besucher wurde das ehemalige Kloster zu einem Heidelberger Zentrum der Deutschen Romantik. Goethe selbst suchte allerdings das Anwesen nie auf. Johann und Sophie Schlosser waren konservativ eingestellt und 1814 zum Katholizismus übergetreten, sodass auch die meisten ihrer Besucher ähnlich ausgerichtet waren und die Anlage zu einem „Bollwerk der Reaktion“ (Michael Buselmeier) wurde. 1834 bis 1836/1837 war Leopold Schmid Hausgeistlicher der Schlossers.
Johann Friedrich Heinrich Schlosser starb 1851 und hinterließ das Stift seiner Ehefrau Sophie Charlotte. Nach deren Tod 1865 erbte es ihre Nichte Marie du Fay sowie deren Ehemann Franz von Bernus. Anschließend war ihr Sohn Friedrich Alexander von Bernus (1838–1908) und dann dessen Adoptivsohn Alexander von Bernus (1880–1965) Besitzer der Anlage. Alle drei Generationen der Familie von Bernus führten die Traditionen des Ortes fort und bewahrten und mehrten den Bestand der Sammlungen. Bis 1926 blieb die Anlage im Besitz der Familie von Bernus. Namhafte Persönlichkeiten waren in den bürgerlichen Salons der jeweiligen Besitzer zu Gast, darunter Carl Maria von Weber, Joseph Görres, der Freiherr vom Stein, Johannes Brahms, Joseph von Eichendorff, Clemens Brentano, Hermann Hesse, Rainer Maria Rilke und Karl Jaspers. Ab dem Jahr 1908 waren insbesondere die Neuromantiker um Stefan George (George-Kreis) häufig auf dem Stift versammelt. Bei ihren Treffen entstand „eine Atmosphäre geistiger Geselligkeit, deren oft beschriebener Zauber heute kaum vorstellbar ist.“ Etwa ab 1912 begann sich der Besitzer Alexander von Bernus jedoch vom George-Kreis zu distanzieren und wandte sich zunehmend Rudolf Steiner und dessen spiritueller Weltanschauung der Anthroposophie zu. Auch Steiner besuchte Neuburg in der Folgezeit und es gab Ideen, das geplante Versammlungsgebäude der Anthroposophen (Goetheanum) dort zu errichten. Von Bernus wiederum widmete sich unter anderem auch der Alchemie und betrieb in einem privaten Laboratorium im Untergeschoss der profanierten Kirche Experimente nach Rezepten des Paracelsus. Klaus Mann, der 1924 in der früheren Abtei zu Gast war, gibt die Atmosphäre dort in seiner Autobiographie folgendermaßen wieder: „Eine kleine Plauderei über Seelenwanderung gehörte durchaus zum Alltäglichen auf Stift Neuburg. Man unterhielt sich über Erzengel, Poltergeister und die verschiedenen Stufen der Erleuchtung mit derselben Selbstverständlichkeit, mit der man in anderen Kreisen den Stand der Börse oder das Wetter diskutierte.“
Künstlerische Darstellungen der Abtei Neuburg aus der Zeit in Privatbesitz

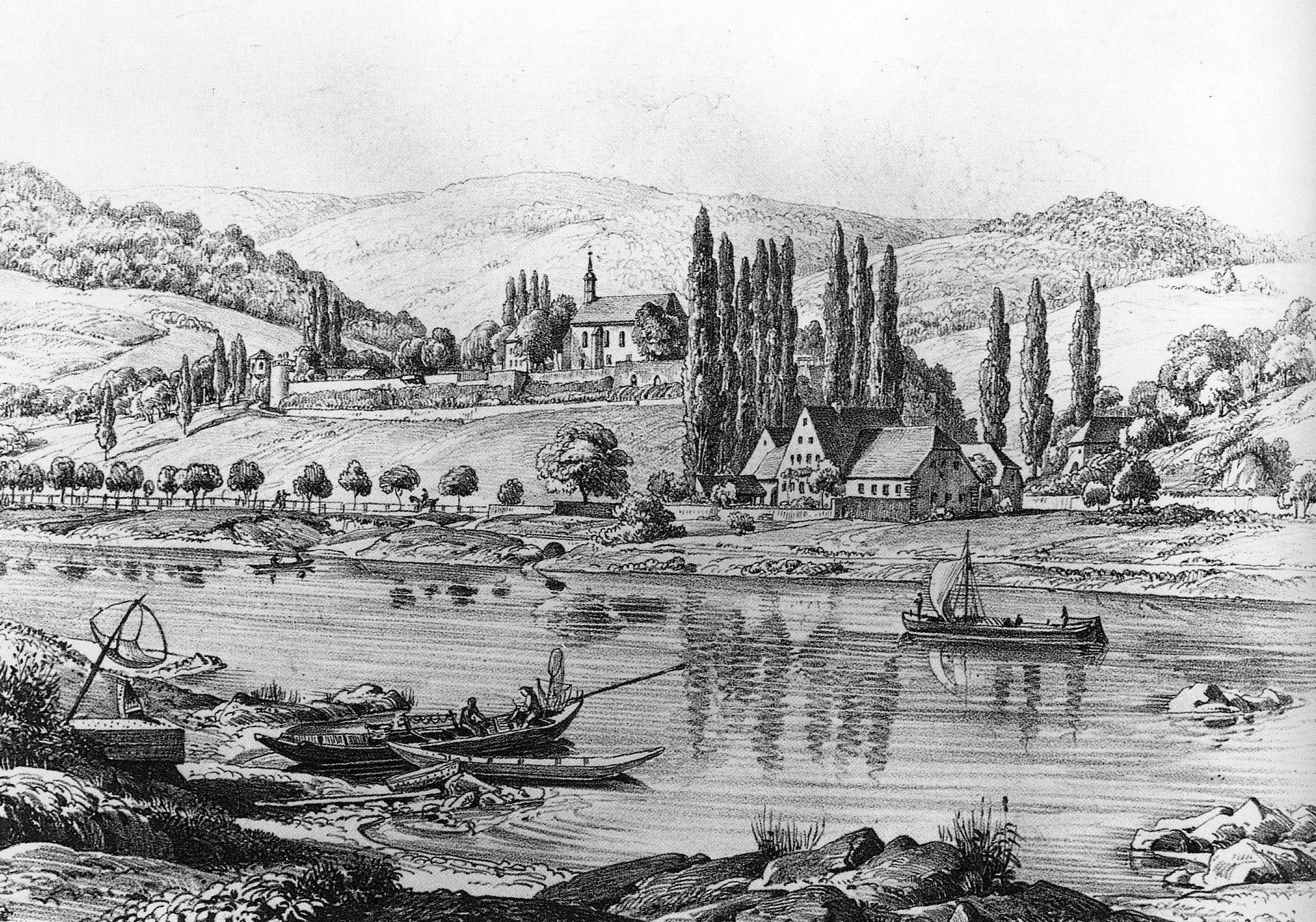
Ansicht von Stift Neuburg (Lithografie von Ernst Fries, um 1830), rechts unterhalb am Neckarufer die Stiftsmühle
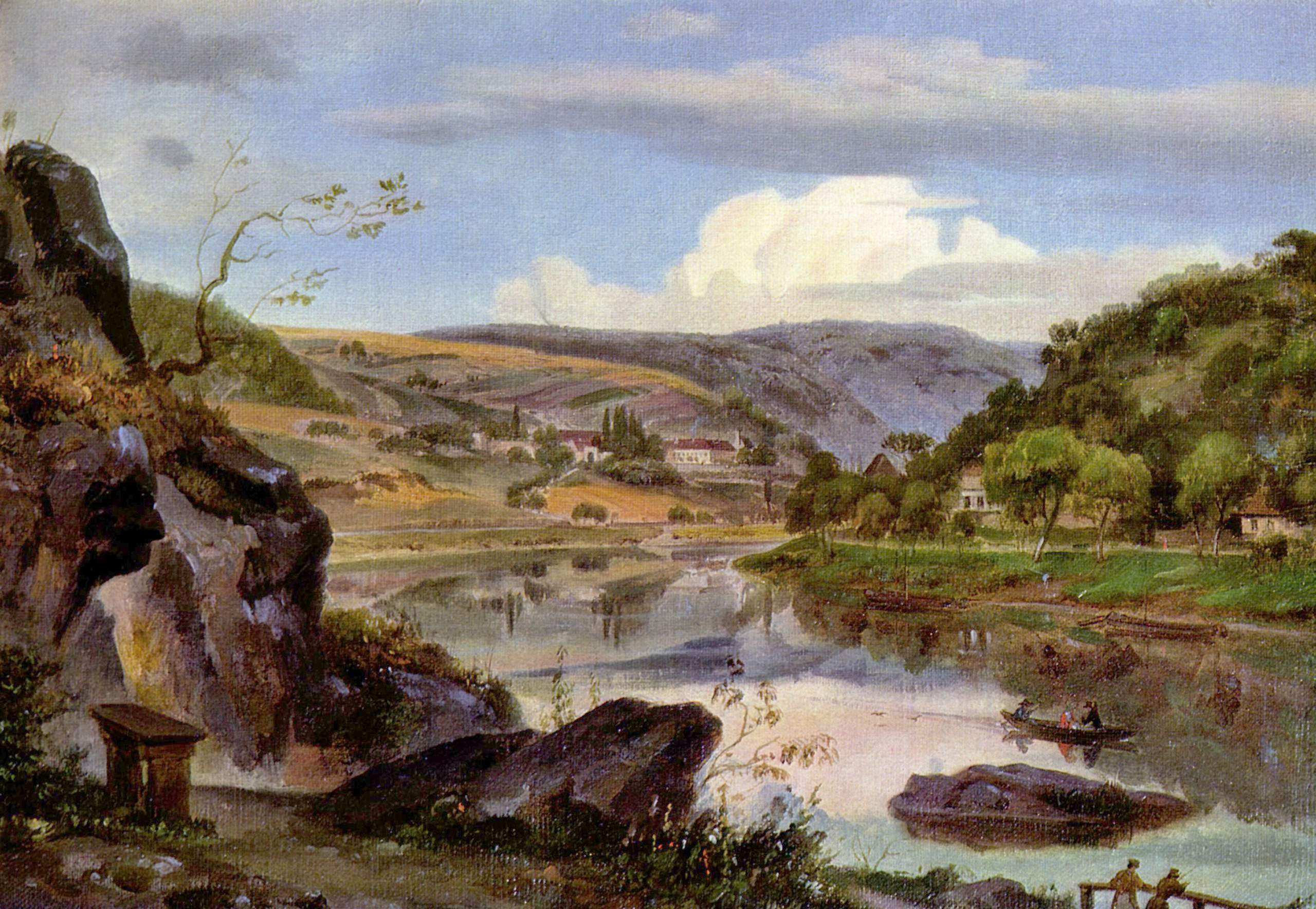
Stift Neuburg und das Neckartal (Ölgemälde auf Leinwand von Ernst Fries, um 1830) im Kurpfälzischen Museum
Ansicht vom Stifte Neuburg (Aquatinta-Radierung von Johann Hürlimann auf Basis eines Gemäldes von Johann Jakob Meyer)
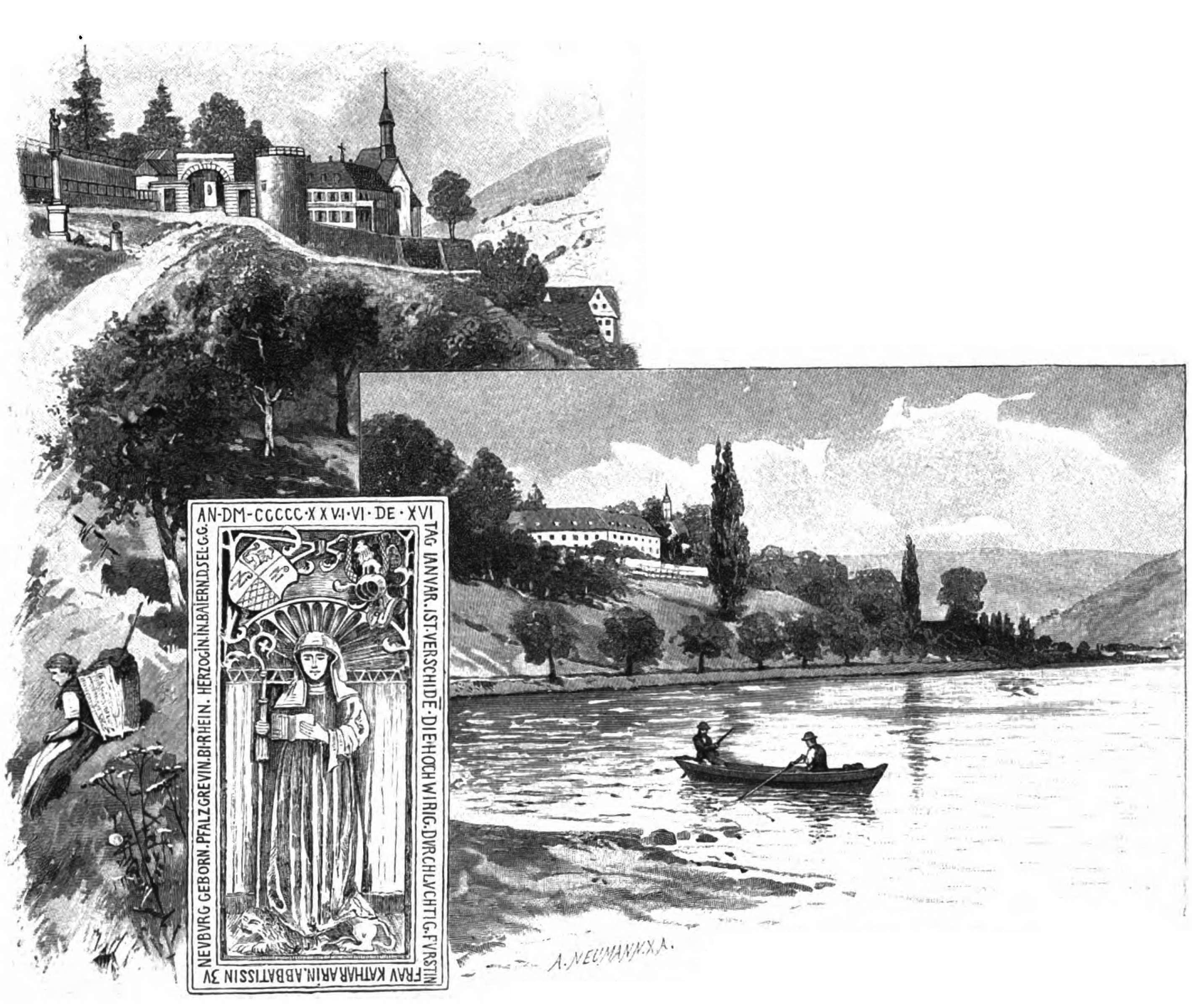
Darstellungen der Abtei Neuburg von A. Neumann, abgedruckt in Die Gartenlaube 1899
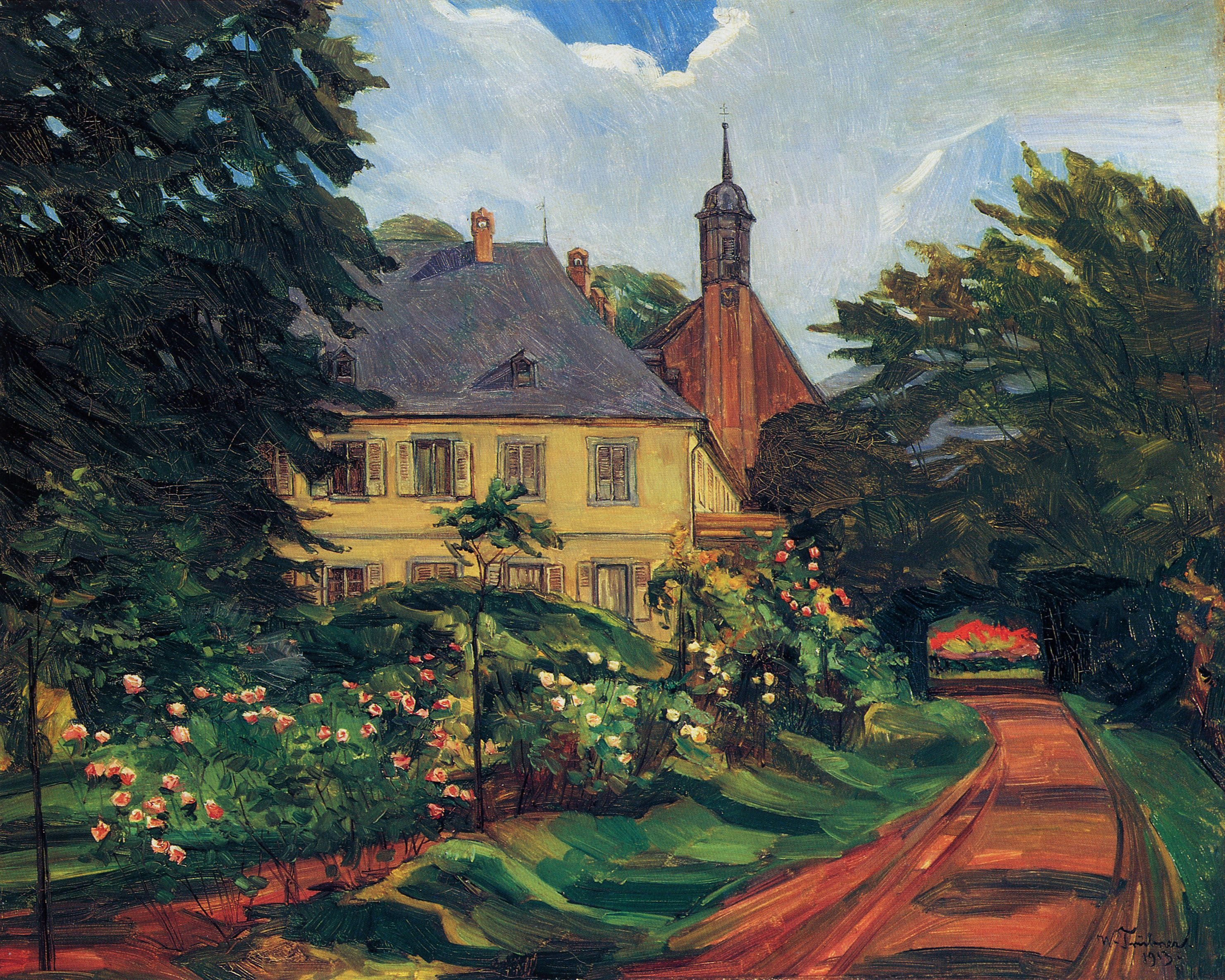
Einfahrtsweg zum Stift Neuburg (Gemälde von Wilhelm Trübner, 1913)

### Klosterneugründung 1926

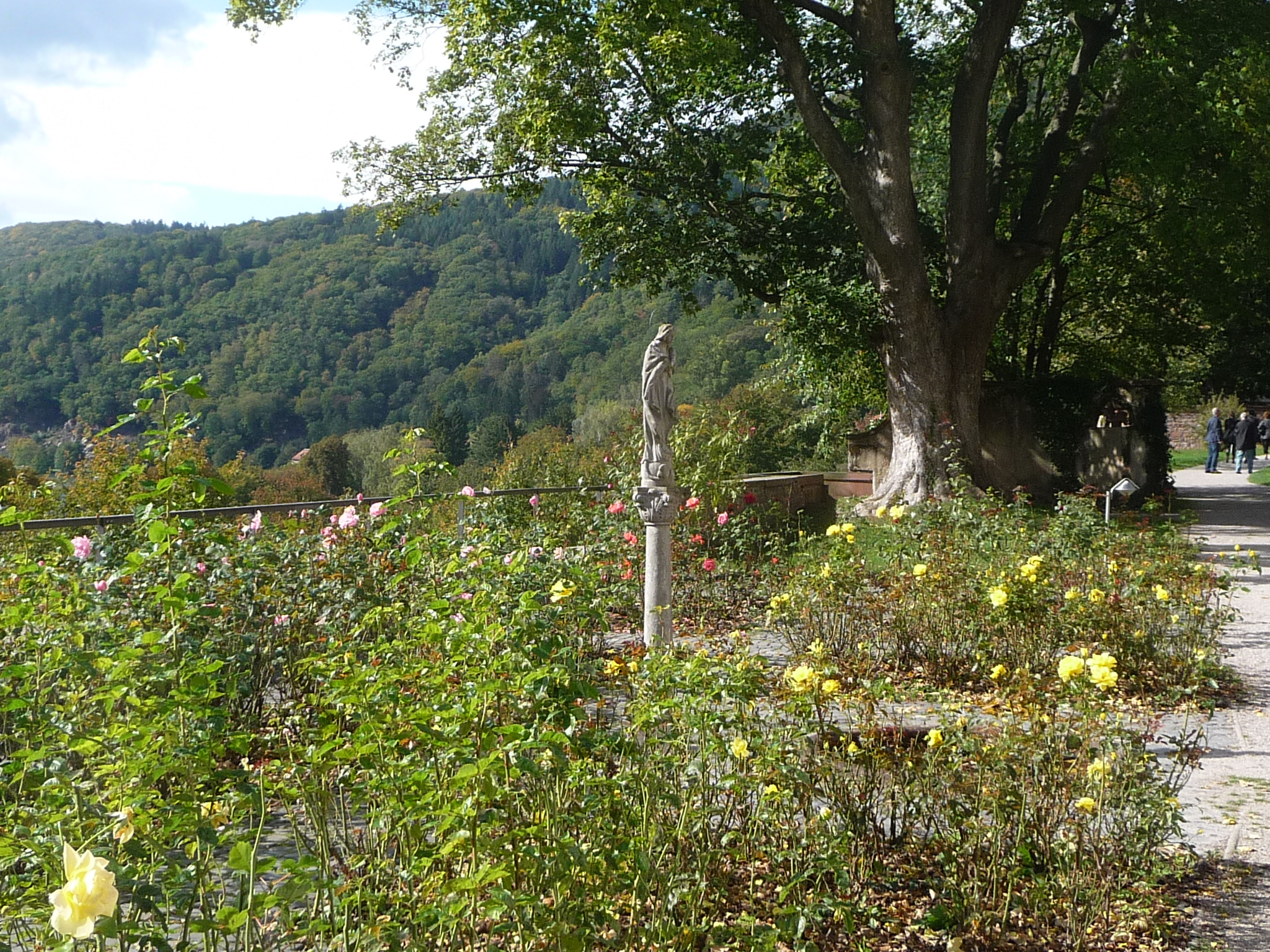
Rosengarten mit Neckarblick

Alexander von Bernus geriet im Zuge der Inflation der frühen 1920er Jahre in wirtschaftliche Schwierigkeiten, die ihn zwangen, das Anwesen 1926 zu verkaufen. Es gelangte an die Benediktiner der Erzabtei Beuron unter der Leitung von Erzabt Raphael Walzer, die das Stift wieder klösterlichen Zwecken zuführten. Erster Abt von 1929 bis 1934 war Adalbert von Neipperg, der 1948 in Werschetz (Jugoslawien, heute Serbien) zu Tode gefoltert wurde, nachdem er sich dort im Lager um verwundete Kriegsgefangene gekümmert hatte. 1935 wurde die Ökonomie mit der großen Scheune und den Stallungen gebaut. Um diese Zeit leben ca. 50 Mönche im Stift. Der Bischof von Speyer, Ludwig Sebastian, feierte am 15. August 1937 hier sein goldenes Priesterjubiläum, als die NSDAP ca. 40.000 SA-Männer mobilisiert hatte, um in Speyer einen krawallartigen Protest-Aufmarsch zu inszenieren. Bischof Sebastian war jedoch in aller Stille heimlich abgereist und feierte seinen Ehrentag beschaulich im Stift Neuburg. Die SA-Männer waren umsonst erschienen. Nach dem Zweiten Weltkrieg wurde die Anlage umfassend renoviert. 1964 bis 1966 lebte Raphael Walzer wieder in Neuburg, wo er auch starb.
Am 14. Juli 2011 wurde die Neugestaltung der Klosterkirche nach den Plänen des Architekten Christian Taufenbach mit der Hugo-Häring-Auszeichnung 2011 des Landesverbandes Baden-Württemberg im Bund Deutscher Architekten prämiert. Der Architekt konzipierte die Kirche als „zurückhaltende(n) Träger“ für das Geschehen, als ein Haus, das erst „mit dem Geschehen vollständig“ sei.

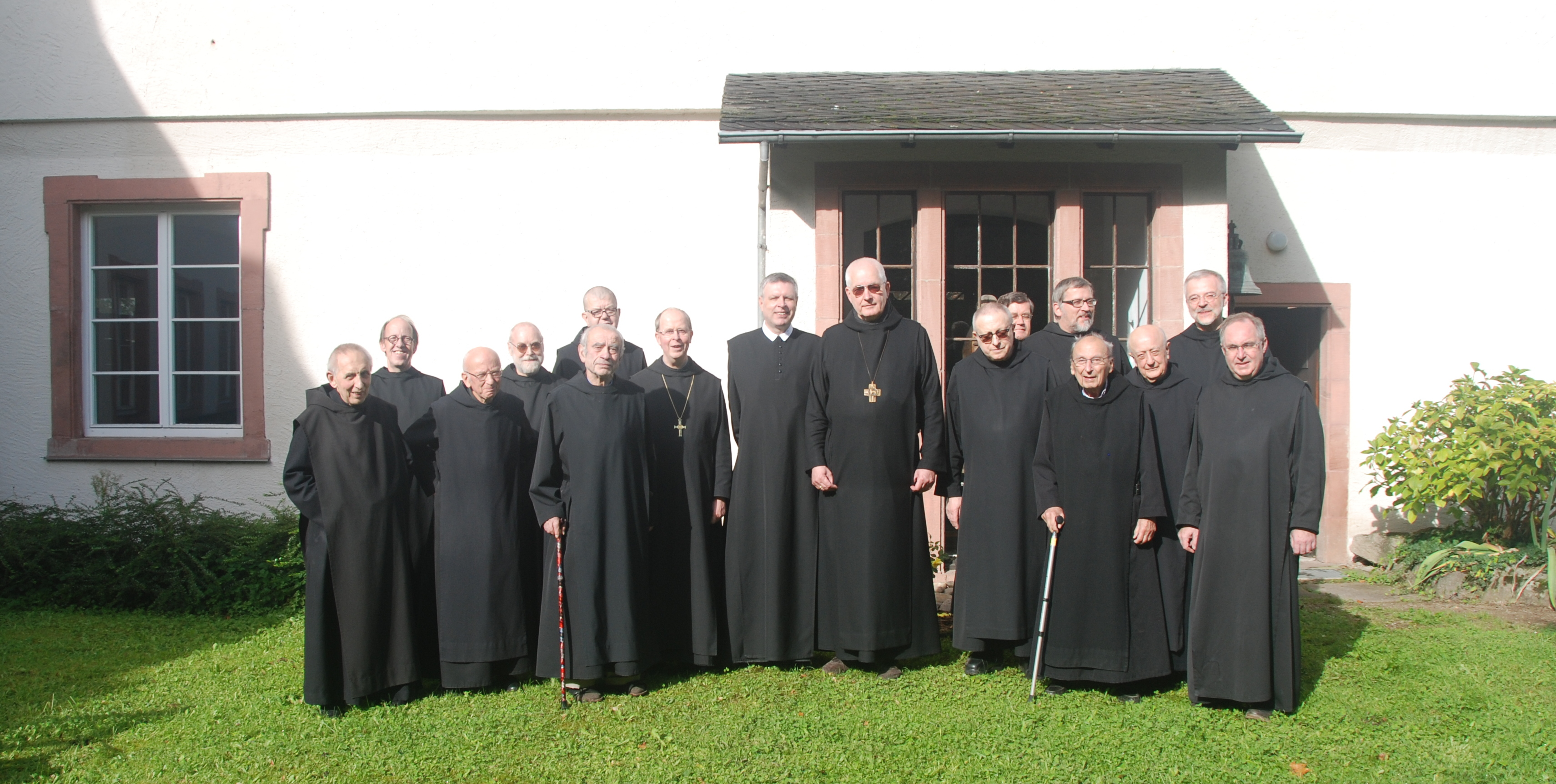
Die Brüder von Stift Neuburg im Jahr 2015

2015 gehörten 15 Mönche zur Abtei Neuburg, 2021 nur mehr acht. Neben ihren liturgischen und seelsorgerischen Aufgaben konzentrieren sie sich auf die Betreuung von Gästen. Mit Vorträgen und Einkehrtagen wird diese Aufgabe der Benediktinermönche verstärkt hervorgehoben. Beliebt sind auch die Klosterführungen durch Burganlage und Teile des Klausurbereiches. Das Kloster beabsichtigt einen Ausbau des Klosters zu einem Treffpunkt von Wissenschaft und Kunst.

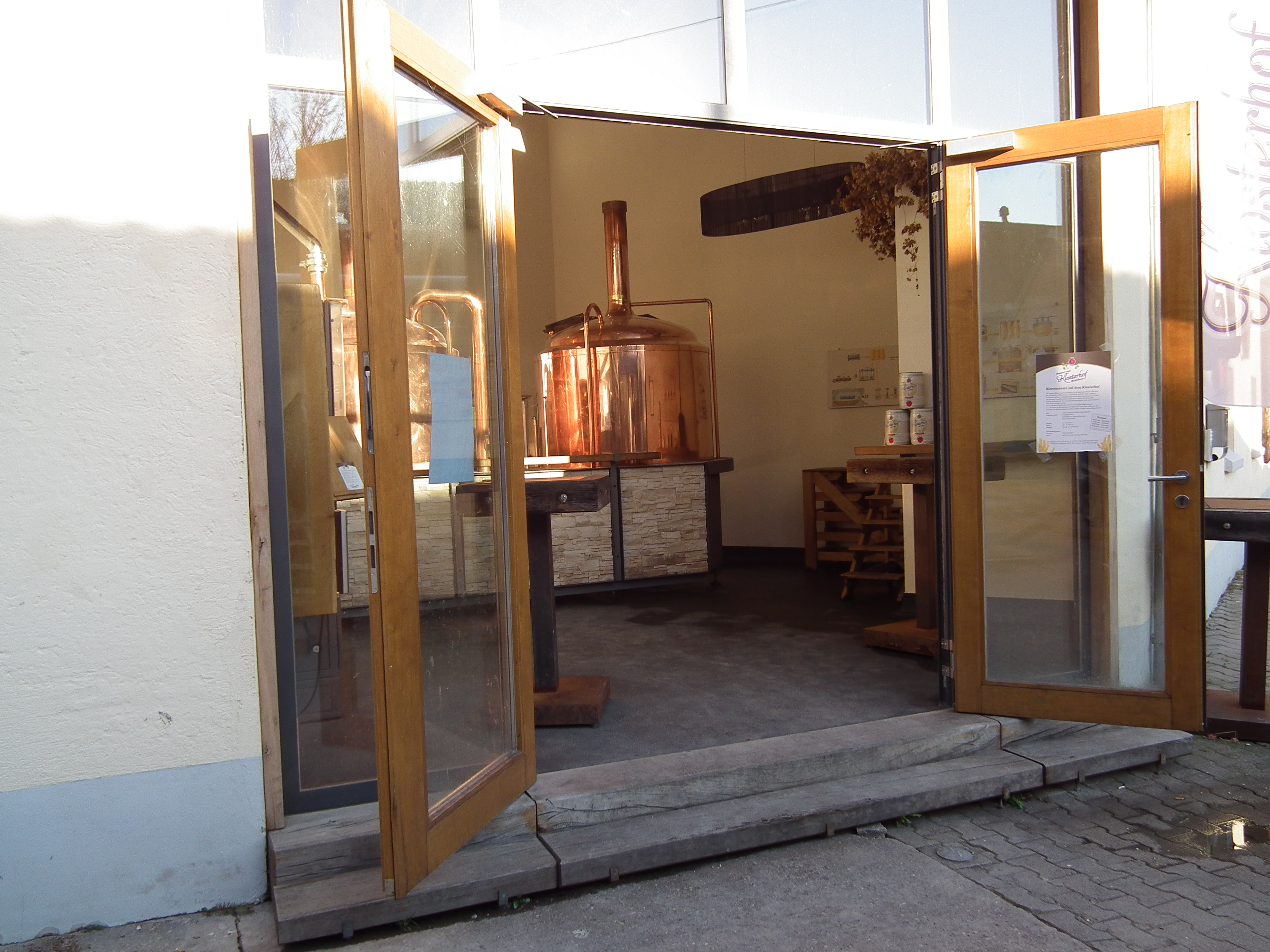
Braukessel der Hofbrauerei

Rechtlicher Träger des Klosters ist der Verein der Benediktiner Abtei Neuburg e. V. Dieser Verein ist gemeinnützig und Eigentümer der Liegenschaften, die das Kloster und die umliegenden Wiesen und Wälder umfassen. Die Klosterhof Neuburg GmbH & Co. KG ist zusammen mit der Gasthaus zum Klosterhof GmbH und der Klosterhof Verwaltung GmbH seit 2007 Pächter der klösterlichen Betriebe und steht in keinem weiteren Rechtsverhältnis zum Verein der Benediktiner Abtei Neuburg e. V. Ziel der Verpachtung ist eine „Bewirtschaftung im Sinne eines nachhaltigen, ökologisch geprägten Gesamtkonzepts, ergänzt um forstwirtschaftliche, gastronomische und fortbildungsaktive Elemente“, und umfasst die Landwirtschaft samt Inventar, den gastronomischen und Fortbildungsbereich, den Klosterladen, die Ladenflächen und sonstigen Flächen der Gärtnerei. Um die Auflösung der Verpachtung wurde ein Rechtsstreit geführt, der mit der Ablehnung des Antrags der Pächter durch den BGH im Dezember zu Gunsten der Abtei entschieden wurde. Die Brauerei zum Klosterhof GmbH ist eine weitere eigenständige Gesellschaft und gesondert verpachtet.
Am 21. September 2018 wurde Abt Winfried Schwab OSB von Abtpräses Albert Schmidt OSB aus Beuron von seinen Pflichten als Abt entbunden. Abt Winfried Schwab OSB soll bei wichtigen Entscheidungen die zuständigen Gremien nicht beteiligt haben. Gegen diese Entscheidung beantragte Abt Winfried Schwab eine unabhängige Überprüfung bei den zuständigen kirchlichen Stellen. Der Heilige Stuhl wies die Beschwerde von Abt Winfried Schwab mit Entscheidung vom 28. Januar 2019 zurück. Schwab verzichtete auf weitere Instanzen; im April 2020 wurde P. Benedikt Pahl zum Konventualprior auf sechs Jahre gewählt.
Stand Dezember 2024 leben in der Abtei sieben Mönche und sechs Studenten. Der ehemalige Wirtschaftshof von Stift Neuburg soll zum Musikcampus werden. Die Abtei selbst bleibt von diesem Vorhaben unberührt.

## Klosterkirche

### Kirchenraum
Die Kirche ist schlicht gestaltet, um möglichst wenig abzulenken von dem, was in der Kirche geschieht. Sie ist ein durchgehend offener Raum ohne getrennte Bereiche für Priester, Mönche und die anderen Gläubigen. Das wird deutlich durch einen durchgehenden Fußboden aus Douglasienholz aus dem Heidelberger Stadtwald. Die Fenster im Chorraum wurden von Valentin Peter Feuerstein in den 1960er Jahren gestaltet. Das Christusfenster in der Mitte wird flankiert vom Marienfenster links und vom Benediktusfenster rechts. Die durch ihre großflächigen Farbfelder auffälligen Fenster im Kirchenschiff entwarf die Künstlerin Maria Theresia von Fürstenberg. Sie verschaffen einen ganz besonderen Lichteindruck im Kirchenraum. Die Ummantelung des Altars und der Ambo sind aus Cortenstahl gefertigt.
Links befindet sich die neu gestaltete Sakramentskapelle, durch die man in die ehemalige Johanneskapelle blickt; diese ist der älteste Bauteil des Klosters und stammt aus dem 14. Jahrhundert. Dort stehen eine Marienstatue aus dem 15. Jahrhundert und eine Figur des Papstes Gregor des Großen aus dem 13. Jahrhundert. In einem historischen Buntglasfenster ist der heilige Bartholomäus dargestellt, der Patron von Kirche und Kloster ist.
An der Nordwand des Kirchenschiffs befindet sich die Grabplatte der 1526 gestorbenen Äbtissin Katharina von der Pfalz.

### Orgel
Die Orgel auf der Empore über dem Eingangsbereich wurde 1962 von dem Orgelbauer Johannes Klais (Bonn) erbaut. Das Instrument hat 34 Register auf drei Manualen und Pedal. Die Spieltrakturen sind mechanisch, die Registertrakturen elektrisch. Das Gehäuse ist mit einer Stahlkonstruktion im Dachstuhl aufgehängt.
| I Rückpositiv C–g3 |             |        |
| 1.                 | Holzgedackt | 8′     |
| 2.                 | Principal   | 4′     |
| 3.                 | Rohrflöte   | 4′     |
| 4.                 | Nasard      | 2 ⁄3′  |
| 5.                 | Waldflöte   | 2′     |
| 6.                 | Terz        | 1 3⁄5′ |
| 7.                 | Flageolett  | 1′     |
| 8.                 | Acuta IV    | 2⁄3′   |
| 9.                 | Dulcian     | 16′    |
|                    | Tremulant   |        |

| II Hauptwerk C–g3 |            |       |
| 10.               | Quintade   | 16′   |
| 11.               | Principal  | 8′    |
| 12.               | Gemshorn   | 8′    |
| 13.               | Octav      | 4′    |
| 14.               | Spillflöte | 4′    |
| 15.               | Quinte     | 2 ⁄3′ |
| 16.               | Superoctav | 2′    |
| 17.               | Mixtur IV  | 1 ⁄3′ |
| 18.               | Cymbel III | 1⁄2′  |
| 19.               | Trompete   | 8′    |

| III Oberwerk C–g3 |                |       |
| 20.               | Salicet        | 8′    |
| 21.               | Rohrgedackt    | 8′    |
| 22.               | Blockflöte     | 4′    |
| 23.               | Principal      | 2′    |
| 24.               | Larigot        | 1 ⁄3′ |
| 25.               | Cornett IV     | 4′    |
| 26.               | Scharff III-IV | 1′    |
| 27.               | Hautbois       | 8′    |
|                   | Tremulant      |       |

| Pedalwerk C–f1 |               |       |
| 28.            | Principal     | 16′   |
| 29.            | Subbass       | 16′   |
| 30.            | Octav         | 8′    |
| 31.            | Bartpfeife    | 8′    |
| 32.            | Choralflöte   | 4′    |
| 33.            | Hintersatz IV | 2 ⁄3′ |
| 34.            | Posaune       | 16′   |

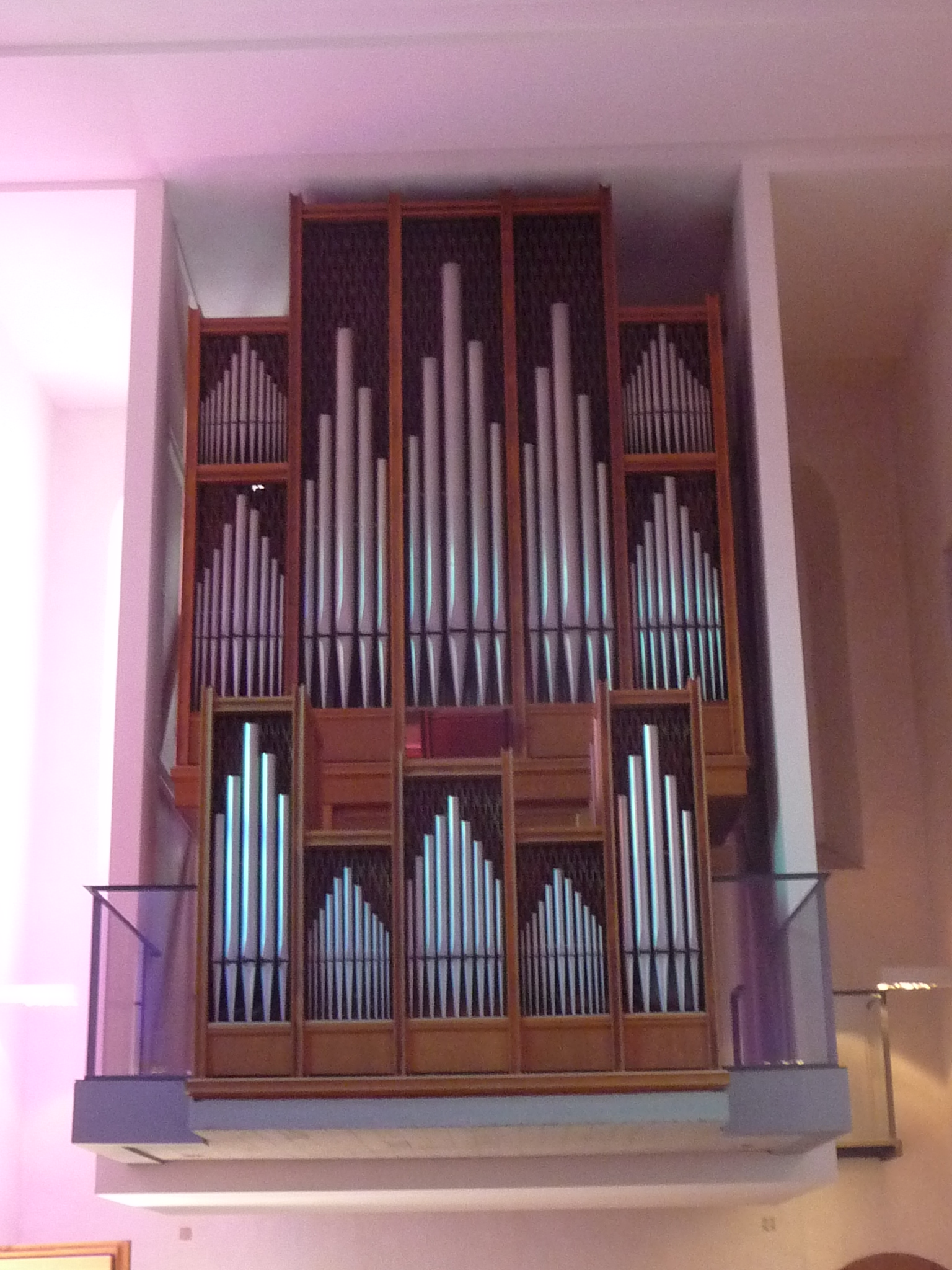
Orgelprospekt mit Rückpositiv der Klosterkirche

- Koppeln: I/II, III/II (auch als Suboktavkoppel), I/P, II/P, III/P

## Gärtnerei und Efeusammlung
Auf einer Terrasse oberhalb des Klosters befindet sich die historische Klostergärtnerei, die bis 2005 vom Kloster als Gartenbaubetrieb geführt wurde. Das große, aus rotem Sandstein erbaute Gewächshaus stammt aus der zweiten Hälfte des 18. Jahrhunderts und besaß eine geneigte Glasfassade mit einem sogenannten Sonnenfang. Es wurde 1947–1950 zum Gästehaus der Abtei umgebaut. Seit 1963 leitete Gärtnermeister Bruder Ingobert Heieck OSB (1936–1993) die Gärtnerei. Von 1960 bis 1990 lag der Betriebsschwerpunkt auf der Produktion von Efeujungpflanzen. Bruder Ingobert wurde ein führender Efeuspezialist und baute eine Sammlung von ca. 530 Efeusorten auf. Er selektierte auch neue Sorten und publizierte Fachliteratur über Efeu. Die Mutterpflanzen wurden in einem beheizbaren Glashaus kultiviert. Die Deutsche Efeugesellschaft e. V. wurde am 12. Juni 1993 auf sein Betreiben unter Mitwirkung von Gärtnermeister Robert Krebs in der Abtei gegründet. Die Gesellschaft kümmerte sich nach dem Tod von Bruder Ingobert um die Sammlung, musste sie jedoch schließlich aufgeben. 300 Sorten wurden 2016 durch die Vermittlung des Gartenbauunternehmens Dehner in den Garten von Kloster Roggenburg umgesiedelt und als Labyrinth angeordnet.

## Äbte und Obere (nach 1926)
- 1929 bis 1934: Adalbert von Neipperg
- Vakanz
- 1948 bis 1977: Albert Ohlmeyer
- 1977 bis 1986: Maurus Berve
- 1988 bis 2016: Franziskus Heereman[20]
- 2016 bis 2018: Winfried Schwab[21]
- 2018 bis 2020: Ambrosius Leidinger (Prior)[22]
- seit 2020: Benedikt Pahl (Konventualprior)[13]

## Kammermusik-Campus
Im Dezember 2024 wurde offiziell bekannt, dass innerhalb des Geländes des Stifts Neuburg ein Kammermusik-Campus entstehen soll. Mit einem hohen zweistelligen Millionenbetrag will der Heidelberger Mäzen Wolfgang Marguerre dort eine Einrichtung schaffen lassen, die junge hochtalentierte Kammermusiker und Musikstudenten fördern soll. Die Abtei selbst, in der sieben Mönche leben, bleibt unberührt.
Im Frühjahr 2025 wurden Marguerres vorläufige Pläne veröffentlicht, nach denen in der denkmalgeschützten 1936 erbauten Scheune der Kammermusiksaal mit 150 Plätzen entstehen soll. Die Wirtschaftsgebäude im Hof sollen abgerissen werden und durch elf Wohnungen für Künstler und Kunstschaffende ersetzt werden, die dort temporär leben können, um in Abgeschiedenheit an ihrer Kunst zu arbeiten. Der Frankfurter Musik-Professor Christoph Schmidt soll die Leitung übernehmen. Zusätzlich soll ein Restaurant, Cafe und ein Bistro eingerichtet werden. Der Klostergarten soll revitalisiert und mit einem Spielplatz und Biergarten bestückt werden sowie als Terrasse auf den Neckar dienen. Ebenfalls solle unter der Wiese zwischen Kloster und Neckar eine Tiefgarage mit Platz für 110 Autos entstehen.